# Oklamaný podvodník
Oklamaný podvodník (v německém originále Der betrogene Betrüger) je komická opera (singspiel) o jednom dějství českého skladatele Vojtěcha Jírovce na libreto Josepha Sonnleithnera, které vzniklo na základě stejnojmenného libreta (Le Trompeur trompé) francouzského dramatika Françoise Bernarda-Valvilla z roku VIII. Premiéru opery uvedlo 17. února 1810 vídeňské Divadlo u Korutanské brány (Theater am Kärntnertor).

## Vznik, charakteristika a historie
Vojtěch Jírovec byl od roku 1804 druhým kapelníkem císařského dvorního divadla ve Vídni s povinností dodat divadlu každý rok alespoň jednu operu a jeden balet. Některé z nich byly rozměrné, avšak jednoaktový singspiel Oklamaný podvodník patří k drobnějším a méně náročným pracím. Podkladem pro něj se stalo libreto ke stejnojmenné jednoaktové opéře comique, které napsal François-Marcellin Bernard-Valville (1767–1828), plodný libretista činný zejména v posledním desetiletí 18. století. Oklamaného podvodníka zhudebnil skladatel Pierre Gaveaux a tato verze měla premiéru 14. thermidoru roku VIII v Théâtre Feydeau (ještě před jeho fúzí s Théâtre national de l'Opéra-Comique).

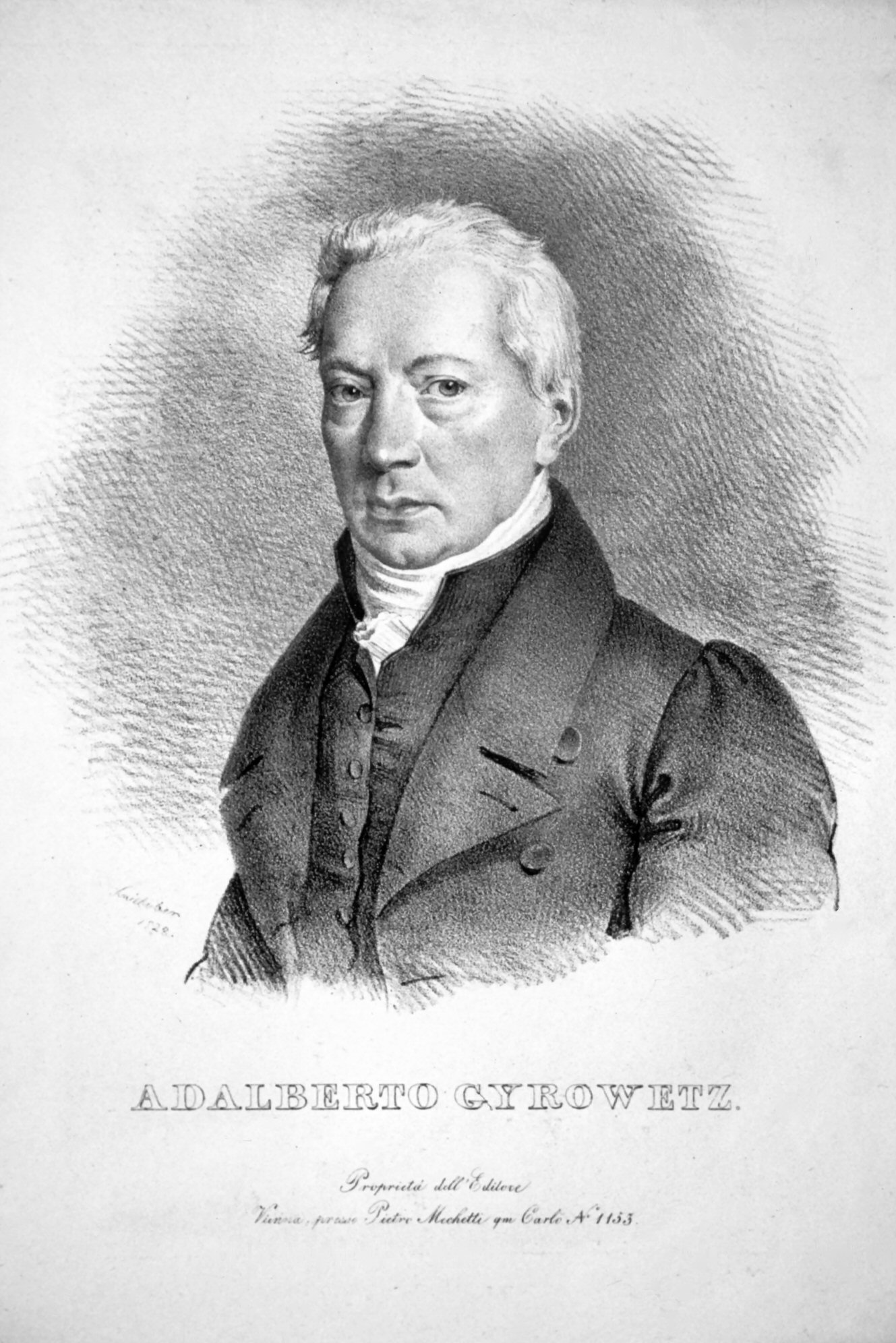
Vojtěch Jírovec, litografie Josefa Kriehubera z roku 1828

Do němčiny toto libreto upravil Joseph Ferdinand Sonnleithner (1766–1835), který byl v letech 1804–1814 tajemníkem dvorního divadla a napsal řadu libret, včetně Jírovcovy Agnes Sorel nebo Beethovenova Fidelia. Bylo vydáno tiskem již roku 1805, avšak Jírovcovo zhudebnění vzniklo později a premiéra se konala 17. února 1810.
Při premiéře Jírovcovy opery tisk psal: „Jde pověst, že již dvojí zhudebnění tohoto singspielu již při zkoušce propadlo; totiž jedno jistého francouzského skladatele [tj. Gaveuxe] a jeden pokus pana hudebního ředitele Clementa. Ředitelství si muselo od tohoto produktu slibovat zvláštní účinek, když ho nechalo komponovat ještě jednou panem Jírovcem.“ Verze Franze Josepha Clementa (1780–1842) byla hotova již roku 1805. Navíc v téže době jako Jírovcova opera měla ve Vratislavi premiéru další opera na totéž německé libreto, a to od skladatele Gottloba Benedicta Biereye (1772–1840).
Tiskový ohlas byl k této drobnosti nepříznivý, zejména co do libreta. Recenzent revue Annalen der Literatur und Kunst psal: „tato chudá látka, oděná v tuhé nesrozumitelné řeči, měla (nechápeme jak?) to štěstí nebo neštěstí, že byla zhudebněna už dvěma skladateli, než přišla na scénu třetí verze pana kapelníka Jírovce. Je celkem pochopitelné, že dva první skladatelé, pánové Clement a Bierey, nedodali nic zvláštního; i největší génius by na prozaickém obsahu rýmovaných míst ztroskotal. Ale zůstává bez vysvětlení, proč na ně třetí, nejsa zastrašen dřívějšími příklady, vyplýtval marně a zbytečně svůj talent.“ I časopis Allgemeine musikalische Zeitung poté, co přinesl výše citovanou zprávu o předchozích verzích, tvrdil, že „i tentokrát dopadla hudba tak nanejvýš prostředně“, že Oklamaný podvodník měl jen několik repríz a že „od obecenstva nemohl být přijat jinak než chladně“. Účty divadla tomu však zcela neodpovídaly: Jírovcův Oklamaný podvodník se hrál střídavě v Divadle u Korutanské brány a v Hradním divadle (Burgtheater) do 5. prosince 1811 a dosáhl velmi dobrého počtu 43 repríz. Nejsou však zprávy o tom, že by se uplatnil někde jinde.

## Osoby a první obsazení
| Osoba                                    | Hlasový obor | Premiéra (17. února 1810) |
| ---------------------------------------- | ------------ | ------------------------- |
| Jocard, starý prokurátor                 | bas          | Ignaz Karl Dirzka         |
| Simonin, kupec                           | bas          | Ignaz Saal                |
| Agathe, jeho dcera, Jocardova schovanka  | soprán       | Katharina Heym            |
| Beaupré, námořník                        | tenor        | Carl Ignaz Anton Demmer   |
| Duval, jeho synovec, určený na námořníka | tenor        | Anton Neumann             |
| Dirigent: Vojtěch Jírovec                |              |                           |

## Děj opery
(Pisárna prokurátora Jocarda v přístavu Lorient.)

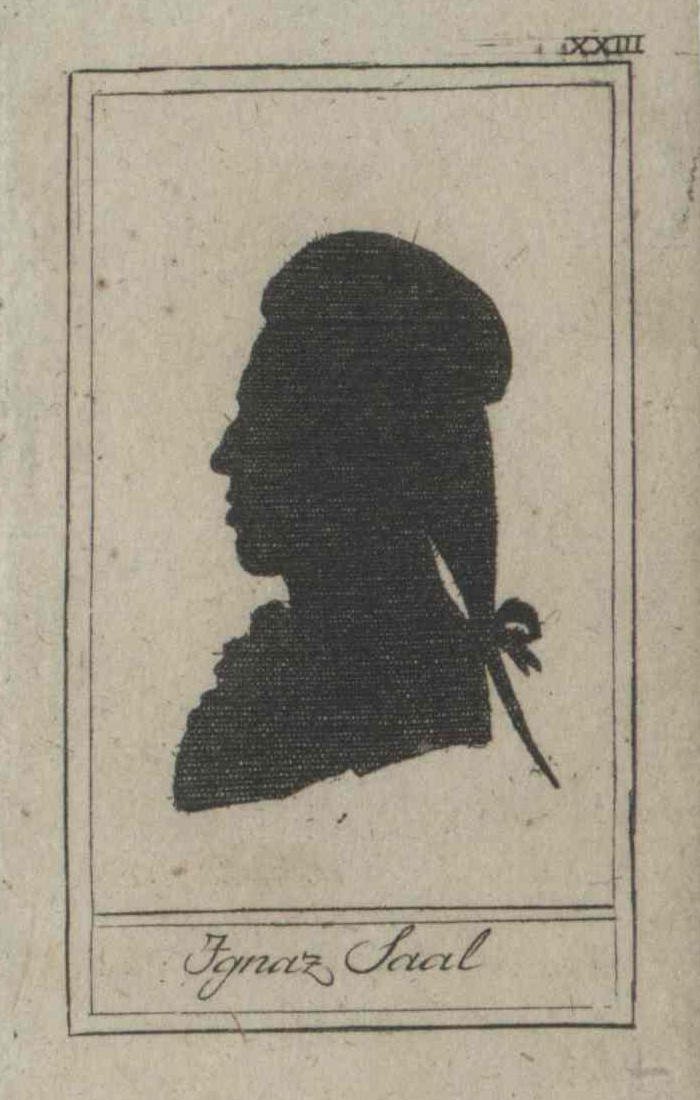
Silueta herce Ignaze Saala, prvního představitele kupce Simonina v Oklamaném podvodníkovi

Duval, bývalý voják a od svého strýce kapitána Beauprého předurčený za námořníka, se nechal zaměstnat prokurátorem (=advokátem) Jocardem jako koncipient, aby byl nablízku Jocardově svěřence Agathě, do níž je zamilován (árie Oft kommt man auf dem nächsten Wege). Agathe si mu stěžuje, že si ji její poručních chce vzít. Naštěstí si Agathin otec, kupec Simonin, který před 18 lety odeplul na Isle de France a vícekrát o něm nikdo neslyšel, vymínil, že Agathe se smí provdat jedině s jeho svolením. Tím se hodlá Agathe bránit proti Jacardovu namlouvání – avšak také Duvalovi radí, aby se k ní nechoval v poručníkově domě příliš důvěrně (duet '¨Jetzt darf ich nicht länger verweilen).

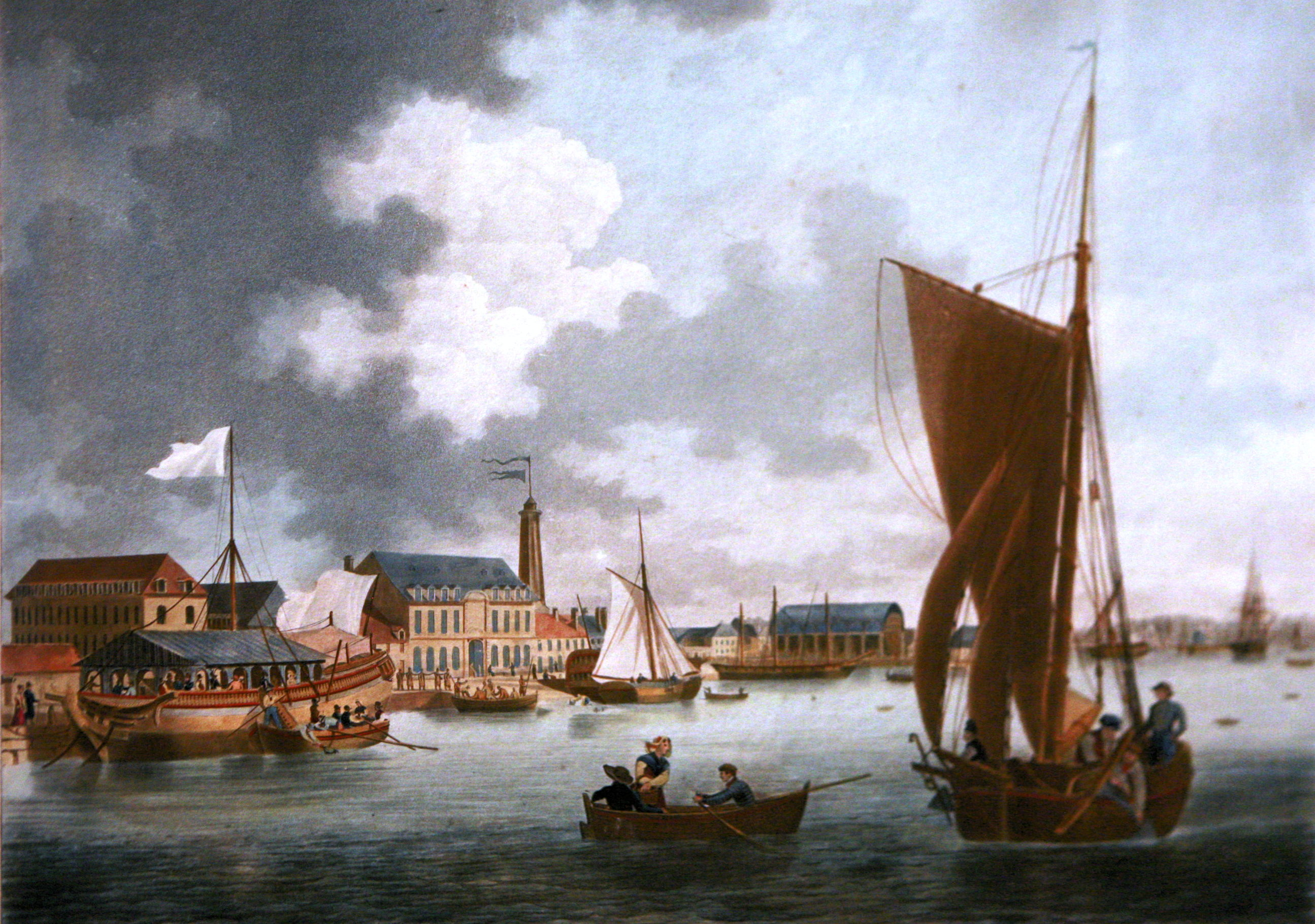
Přístav Lorient v 1. čtvrtině 19. století, malba Ambroise Louise Garneraye

Jocard přichází. Vyptává se svého koncipienta na dosavadní zkušenosti a zkouší ho na právním případu. Pak ho posílá s papíry pryč a dvoří se Agathě, ale ta se odvolává na chybějící otcovu vůli. Po jejím odchodu vyjadřuje Jocard přesvědčení, že se překážku podaří odstranit a že dostane Agathinu ruku; je sice sám už postarší, ale mládež stejně k ničemu není (árie Die jungen Leute treiben).

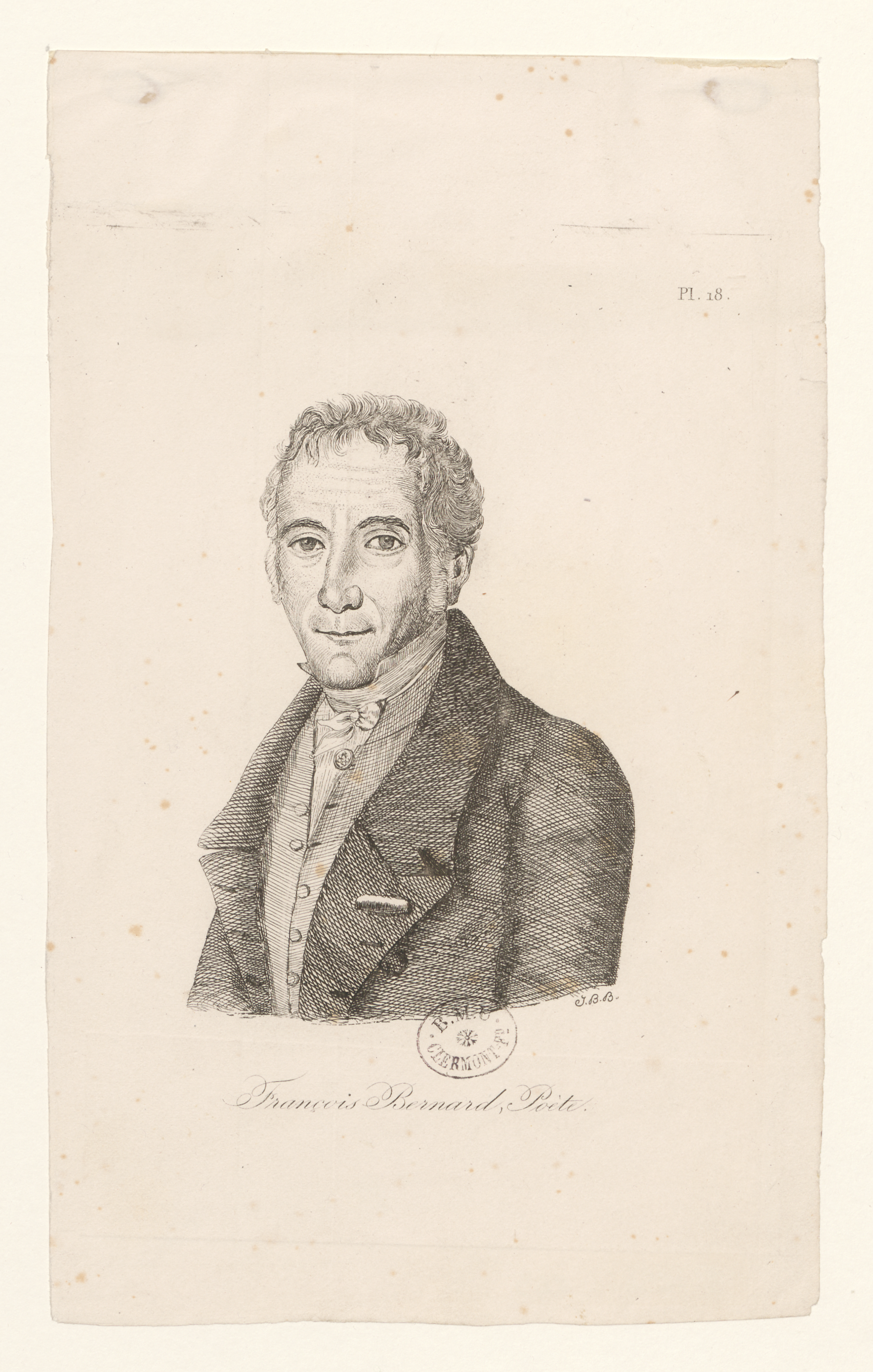
Francouzský dramatik François Bernard-Valville, autor původního námětu Oklamaného podvodníka

Kapitán Beaupré přichází za právní záležitostí, ale nejprve si stěžuje, že mu zmizel synovec – poté, co vzdychal a prozpěvoval si píseň o starém rybáři. Jocard poznamená, že právě takovou píseň si zpívává Agathe, a nutí ji přednést (píseň Ein Fischer saß am Flusse). Baupré se dovtípí jejího vztahu s Duvalem. Jocard Agathu posílá pryč a připíjí si s nevěřícím Beauprém na svůj brzký sňatek (duet Lang soll mein Liebchen leben). Pak chce Beaupré přednést Jocardovi svou záležitost, ale ten ho nejprve posílá za svým koncipientem. Jenže když se Duval setká se svým strýcem, uteče… Zato s ním hovoří Agatha. Beaupré ji upokojuje, že je na straně její a Duvalově, a Agathe se raduje, že snad přece láska překoná všechny nástrahy (árie Wenn du mich schützest, Liebe).
Zatímco Agathe uklízí pisárnu, vstupuje kupec Simonin. Jen co ji uzří, ví, že to musí být jeho dcera. Nedává se jí však hned poznat, i když stěží zakrývá dojetí. Vypráví jí, že přijel z Isle de France a že jejího otce zná. Agathe se raduje už jen ze zprávy, že je její otec naživu, stěžuje si na naléhání svého poručníka a přiznává se k lásce k mladému námořníku-koncipientovi. Simonin píše vzkaz Beauprému, aby co nejdříve přišel sem i se synovcem, zatímco Agathe přemýšlí o tom, co je onen dobrotivý cizinec zač (árie O sein Blick ist gar so gut!)
Pak má Simonin právnický hovor s Jocardem. Předstírá, že mu kdysi přítel svěřil do opatrování loď a odkázal mu ji pro případ své smrti; jenže odcestoval na druhý konec světa a nedal o sobě vědět. jak získat důkaz jeho smrti, aby loď získal? Jocardovi je hned jasné, že se sám nachází v podobné situaci, a nabízí výměnný obchod: jestli se klient může chvíli vydávat za Agathina otce a vydat svolení k jejímu sňatku s Jocardem, oplatí mu Jocard obdobnou machinací. Simonin na to přistoupí a nechává si vysvětlovat, jak má „Simonina“ hrát.
Jocard přivolává Agathu a představuje jí klienta jako jejího otce. Prokurátor je pak svědkem, jak Simonin dojemné setkání setkává velmi přesvědčivě, i když Agathu objímá více, než je Jocardovi milé (tercet Laß an mein Herz dich drücken!). Následně přicházejí Beaupré s Duvalem, kterého Jocard ihned zaměstná sepisováním svatební smlouvy. Prokurátor je na vrcholu blaha, zatímco Agathe a Duval jsou obsahem smlouvy zděšení, avšak neodváží se protestovat (ansámbl Herr Bräutigam, nun her zu mir). Ale nakonec Simonin dává k podpisu na místě ženicha listinu Duvalovi. Mladý pár se raduje. Jocard je vzteky bez sebe; tvrdí, že přítomný muž není pravým Agathiným otcem, ale Simonin dokládá opak. Jocard všechny vyhazuje z domu a snoubenci s rodiči odcházejí s veselím (závěrečný zpěv Freuen wir uns der guten Stunde).